# Astro Boy 2003
Pour les articles homonymes, voir Astro et Astro Boy (homonymie).
Astro Boy 2003 est une série télévisée d'animation de science-fiction japonaise en 51 épisodes de 24 minutes, produite par les studios Dentsu Inc. Sony Pictures Entertainment et Tezuka Productions d'après le manga Astro, le petit robot et diffusée à partir du 6 avril 2003 sur Animax et Fuji TV. En France, la série a été diffusée à partir du 1er septembre 2004 sur France 3 dans l'émission France Truc et sur Canal J. En Belgique, elle a été diffusée sur Club RTL.

## Synopsis
Toby, création du docteur Tenma à la suite de la perte de son fils du même nom, est réactivé. Il se met à protéger les humains. Mais des extrémistes détestent les machines, ils sont appelés les anti-robots, c'est-à-dire qu'ils accusent les machines de voler les emplois des êtres humains et de les réduire au chômage aux êtres vivants. Ils pensent que les machines sont dangereuses pour les êtres humains. Le but de Toby, devenu Astro, sera de répondre au conflit en faisant vivre humains et robot en harmonie.

## Distribution des voix

### Voix japonaises
Astro - Makoto Tsumura
Dr. Ochanomizu - Hisashi Katsuta
Uran - Miki Maruyama
Yūko Kisaragi - Akiko Kawase
Robita - Naoki Tatsuta

### Voix françaises
- David Scarpuzza : Astro
- Philippe Résimont : Professeur Tenma
- André Pauwels : Professeur O'Shay
- Béatrice Wegnez : Zoran
- Carole Baillien : Tommy
- Robert Dubois : Pluton
- Stéphane Excoffier : Yuko
- Bruno Mullenaerts : Rock Holmes
- Stéphane Flamand : Atlas enfant
  - Alexandra Correa, Christophe Hespel , Delphine Moriau, Guy Theunissen, Ioanna Gkizas, Jean-Pierre Denuit, Laurent Van Wetter,  Maia Baran, Marcel Gonzalez, Martin Spinhayer, Mathieu Moreau, Michel Hinderyckx, Philippe Tasquin : Voix additionnelles

## Histoire de la série
Cette série célèbre la naissance fictive d'Astro le 3 avril 2003.
La série parvenue dans les pays francophones est calquée sur la version américaine. On perd donc le générique original racontant la naissance d'Astro pour un générique de séquences choisies montrant ses super-pouvoirs.